# Lysitermus nervosus
Lysitermus nervosus är en stekelart som beskrevs av Van Achterberg 2000. Lysitermus nervosus ingår i släktet Lysitermus och familjen bracksteklar. Inga underarter finns listade i Catalogue of Life.